# Бексеит
Бексеит (каз. Бексейіт) — село в Мамлютском районе Северо-Казахстанской области Казахстана. Входит в состав Новомихайловского сельского округа.

## Население
В 1999 году население села составляло 549 человек (275 мужчин и 274 женщины). По данным переписи 2009 года в селе проживало 460 человек (237 мужчин и 223 женщины).